# Euastrum unicocca
Euastrum unicocca là một loài Song tinh tảo trong họ Desmidiaceae, thuộc chi Euastrum.